# Leptogenese
Die Leptogenese (auch Fukugita-Yanagida-Szenario) ist eine Theorie zur dynamischen Entstehung der Baryonenasymmetrie im frühen Universum, die 1986 von den japanischen Physikern Masataka Fukugita und Tsutomu Yanagida vorgeschlagen wurde.
Sie ist ein spezielles Modell der Baryogenese, geht aber nicht von einer direkten Erzeugung der Asymmetrie zwischen Baryonen und Antibaryonen aus. Stattdessen wird die Asymmetrie hier zunächst zwischen Leptonen und Antileptonen erzeugt (Leptonenasymmetrie). Üblicherweise führt man dazu zusätzliche, rechtshändige Neutrinos ein, die eine sehr große Masse haben und ein Singulett unter der Eichgruppe der elektroschwachen Wechselwirkung bilden (normale Neutrinos sind linkshändig und haben eine sehr geringe Masse). Der Zerfall dieser zusätzlichen Neutrinos in Leptonen und Higgs-Bosonen verletzt die CP-Symmetrie, und daher bekommt man unterschiedliche Anzahlen an Leptonen und Antileptonen. Diese Asymmetrie wird dann durch Sphaleron-Prozesse in die Baryonenasymmetrie konvertiert.

## Erweiterungen
Mittlerweile gibt es zahlreiche Erweiterungen des ursprünglichen Szenarios.
Mitte der 1990er Jahre entdeckte beispielsweise eine Forschungsgruppe der Universität Dortmund eine Möglichkeit, das Szenario bei Energien zu realisieren, die in naher Zukunft mit Teilchenbeschleunigern untersucht werden können. In den üblichen Szenarien müsste die Leptogenese bei extrem hohen Energien abgelaufen sein, so dass eine experimentelle Überprüfung des Modells nahezu unmöglich wäre. Das neue Szenario, meist als resonante Leptogenese bezeichnet, geht davon aus, dass zwei der schweren rechtshändigen Neutrinos eine beinahe identische Masse haben, was zu einer Resonanzüberhöhung in der Zerfallsbreite führt.
Andere beliebte Erweiterungen des Fukugita-Yanagida-Szenarios sind die Einbeziehung der Supersymmetrie (z. B. in den Arbeiten von M. Plümacher), die Berücksichtigung thermischer Effekte im frühen Universum oder Effekte, die damit zusammenhängen, dass die Leptonasymmetrie sich nicht gleichmäßig über die drei Fermiongenerationen verteilt.
Durch die zahlreichen Erweiterungen ist die Leptogenese mittlerweile zu einer umfangreichen und anspruchsvollen Theorie geworden. Durch die vielen freien und experimentell (bisher) nicht überprüfbaren Parameter ist es jedoch nicht möglich, eindeutig zu sagen, ob eine der zahlreichen Varianten in der Lage ist, die gemessene Baryonenasymmetrie des Universums präzise vorherzusagen. Der Reiz der Theorie liegt daher bislang eher in ihrer theoretischen Schönheit, da sie Vorgänge bei sehr hohen Energien, wie sie kurz nach dem Urknall herrschten, mit der Physik bei niedrigen Energien, nämlich der Physik der Neutrinos, verbindet. So kann dasselbe Modell auch dafür benutzt werden, eine dynamische Erklärung zu liefern, warum die Neutrinos eine sehr kleine, aber dennoch von Null verschiedene Masse haben.